# 1 E12 m²
Za lažje predstavljanje različnih velikosti površin je tu seznam površin med 1 in 10 milijoni km². Glejte tudi področja drugih redov velikosti.
- območja, manjša od 1 milijona km²
  - 1.000.000 km² = 386.000 kvadratnih milj.
  - Kvadrat te velikosti ima stranico dolgo 1000 km.
  - Krog te velikosti ima polmer velik 564 km.
  - Kocka s plaščem te velikosti ima stranico dolgo 408 km.
  - Krogla s plaščem te velikosti ima polmer 282 km.
- 1.001.450 km² -- Egipt (29. država na svetu po površini)
- 1.076.395 km² -- Ontario
- 1.084.390 km² -- Bolivija (kopno)
- 1.098.580 km² -- Bolivija
- 1.183.085 km² -- kanadski Severozahodni teritoriji (kopno)
- 1.219.912 km² -- Republika Južna Afrika
- 1.346.106 km² -- Severozahodni teritoriji
- 1.365.128 km² -- Quebec (kopno)
- 1.542.056 km² -- Quebec
- 1.565.000 km² -- Mongolija
- 1.600.000 km² -- Aljaska
- 1.648.000 km² -- Iran
- 1.650.000 km² -- Xinjiang
- 1.759.540 km² -- Libija
- 1.800.000 km² -- Ceres (največji asteroid)
- 1.826.440 km² -- Indonezija (kopno)
- 1.919.440 km² -- Indonezija
- 1.936.113 km² -- Nunavut (kopno)
- 1.972.550 km² -- Mehika
- 2.000.000 km² -- Nakup Louisiane
- 2.093.190 km² -- Nunavut
- 2.217.949 km² -- Saudova Arabija
- 2.345.410 km² -- Kongo-Kinšasa
- 2.381.740 km² -- Alžirija
- 2.500.000 km² -- Sredozemsko morje
- 2.505.810 km² -- Sudan
- 2.529.875 km² -- Zahodna Avstralija
- 2.717.300 km² -- Kazahstan
- 2.754.000 km² -- Karibsko morje
- 2.766.890 km² -- Argentina (brez zahtevanega dela Antarktike in Falklandskih otokov)
- 2.973.190 km² -- Indija (kopno)
- 3.103.200 km² -- Jakutija
- 3.287.590 km² -- Indija
- 3.439.296 km² -- Severozahodni teritoriji pred ločitvijo Nunavuta leta 1999
- 4.000.000 km² -- Oceanus Procellarum (Lunino morje)
- 4.200.000 km² -- Ariel (Uranova luna)
- 4.300.000 km² -- Umbriel (Uranova luna)
- 4.325.277 km² -- Evropska unija (27 držav)
- 4.400.000 km² -- Haron (Plutonova luna)
- 6.700.000 km² -- Japet (Saturnova luna)
- 7.000.000 km² -- Porečje Amazonke
- 7.300.000 km² -- Oberon (Uranova luna)
- 7.300.000 km² -- Rea (Saturnova luna)
- 7.617.930 km² -- Avstralija (kopno)
- 7.686.850 km² -- Avstralija
- 7.800.000 km² -- Titanija (Uranova luna)
- 8.000.000 km² -- Osmansko cesarstvo ob smrti Sulejmana I. (leta 1566)
- 8.456.510 km² -- Brazilija (kopno)
- 8.514.215 km² -- Brazilija
- 9.000.000 km² -- Sahara
- 9.158.960 km² -- Združene države Amerike (kopno)
- 9.326.000 km² -- Ljudska republika Kitajska (kopno)
- 9.597.000 km² -- Ljudska republika Kitajska
- 9.629.091 km² -- Združene države Amerike
- 9.700.000 km² -- Evropa (kopno)
- 9.976.140 km² -- Kanada (2. država na svetu po površini)
- površine, večje od 10 milijonov km²